# 樊映川
樊映川（1900年—1967年），原名盛芹，男，安徽舒城人，中国数学教育家，曾任同济大学教授，上海市政协常委。